# Pavlo Oleksandrovych Vyshebaba
Pavlo Oleksandrovich Vyshebaba (Kramatorsk, Oblast de Donetsk, RSS ucraniana, 28 de março de 1986 (38 anos)) — é um ecoativista, músico e escritor ucraniano. É co-fundador da ONG "One Planet" e embaixador do Programa das Nações Unidas para o Desenvolvimento (PNUD) da tolerância na Ucrânia.
Pavlo Vyshebaba nasceu em Kramatorsk. Começou a estudar engenharia mas, após o terceiro ano, matriculou-se em jornalismo na Universidade Estatal de Mariupol.
Ele recusou-se a usar a língua russa, optando pelo ucraniano.
Em 2013, tornou-se vegetariano e, em 2015, um vegano, tendo parado de consumir frutos-do-mar e roupas feitas de animais.
Durante o verão de 2017, a "One Planet Orchestra" arrecadou mais de 45 mil hryvnias na plataforma de crowdfunding "Spilnokost", tornando-se a primeira banda ucraniana que conseguiu obter a totalidade de financiamento através de meios públicos para gravar um álbum.
Em dezembro de 2016, co-fundou a organização pública "One Planet", cujos objetivos são impedir a exploração de animais, proibir fazendas de peles, eliminar a discriminação de espécies, e combater as mudanças climáticas e a extinção de espécies.
Em 2017, Pavlo Vyshebaba foi escolhido como embaixador para questões de tolerância do PNUD na Ucrânia.
Tornou-se conhecido do grande público graças à sua participação na campanha anti-peles "KhutroOFF". Em setembro de 2018, uma petição criada por Vyshebaba à Verkhovna Rada sobre a proibição da produção de peles na Ucrânia recebeu 27 mil assinaturas, o que na época se tornou o máximo histórico de apoio público. A 26 de novembro do mesmo ano, Vyshebaba foi regado com chá verde pelos seus opositores durante uma manifestação contra o levantamento da proibição da caça ao alce, incluída no Livro Vermelho da Ucrânia.
No início de 2019, Pavlo Vyshebaba liderou a luta contra a construção de uma fazenda de martas por um industrial holandês na vila de Pidhirne, em Volyn.